# Christian Wilhelm Snell
Christian Wilhelm Snell (* 11. April 1755 in Dachsenhausen; † 31. Juli 1834 in Wiesbaden) war ein nassauischer Politiker und Präsident der 2. Kammer der Landstände des Herzogtums Nassau.

## Familie
Christian Wilhelm Snell stammte aus einer hessischen Akademikerfamilie. Er war der Sohn des Inspektors und Metropolitan Johann Peter Snell (25. Januar 1720 – 1. April 1797) und seiner Frau Elisabethe, geborene Fresenius (5. Mai 1725 – 3. Juni 1791). Christian Wilhelm Snell war evangelisch. Er heiratete 1783 in Gießen seine Cousine Dorothea Luise Simon (* 6. März 1759 in Simmern; † 8. Januar 1830 in Wiesbaden), die Tochter des Pfarrers in Simmern Johann Simon (* 1734; † 1770) und dessen Frau Dorothea Klara Fresenius (* 6. Oktober 1721 in Niederwiesen; † 1770). Seine Söhne Ludwig (1785–1854) und Wilhelm (1789–1851) gingen wegen ihrer liberalen Ansichten in die Schweiz und wurden dort bedeutende Politiker. Ihr Bruder Johann Friedrich Snell (* 6. März 1784 in Gießen; 2. November 1839 in Laufenselden) wurde Pfarrer. Dessen Sohn Friedrich Snell wurde ebenfalls Pfarrer und nach der Märzrevolution in den nassauischen Landtag gewählt. Mit seinem Bruder, dem Philosophen Friedrich Wilhelm Daniel Snell, veröffentlichte er philosophische Schriften.

## Ausbildung und Beruf
Christian Wilhelm Snell studierte 1773 bis 1776 Theologie und Philosophie an der Universität Gießen. 1777 wurde er Privatlehrer beim Amtmann von Braubach, Johann Peter Kekule und 1779 Hofmeister beim Regierungspräsidenten Georg Ernst Ludwig Freiherr von Preuschen in Dillenburg.
1780 erwarb er sich den akademischen Grad eines Magisters in Gießen und war bis 1784 Inhaber der 4. Lehrerstelle am Pädagogium in Gießen. 1784 wechselte er als Konrektor an das Gymnasium Gießen, war 1797 Direktor und Professor am Gymnasium Idstein und 1809 Definitor des geistlichen Ministeriums. 1817 bis 1828 war er nassauischer Oberschulrat mit der Oberaufsicht über die Gelehrtenschulen in Nassau und Direktor des Gymnasiums Weilburg. 1828 trat er in den Ruhestand.
Er war Autor zahlreicher Lehrbücher und Schriften zu philosophischen und pädagogischen Themen.

## Politik
Christian Wilhelm Snell war 1818 bis 1828 Mitglied der zweiten Kammer der nassauischen Landstände. Er wurde jeweils in der Gruppe der Vorsteher der Geistlichkeit und höheren Lehranstalten gewählt. 1818 war er der erste Präsident der zweiten Kammer. In den Landtagssessionen 1820, 1827 und 1828 war er im Landtag nicht anwesend.

## Ehrungen
1811 wurde er Ehrendoktor der philosophischen Fakultät der Universität Gießen.